# Karlsruher Wechselblätter
Die Karlsruher Wechselblätter waren eine Grafik-Edition für Sammler im Plakat-Format DIN A 1, die sich auf die Tradition der Fliegenden Blätter bezog und diese wiederbelebte.

Karlsruher Wechselblatt 7/86

Sie zeigten auf der einen Blattseite die Abbildung einer speziell für diese Reihe  angefertigten Grafik und auf der anderen Seite einen entsprechenden literarischen Text.  (Die Ausgabe 7/86 war nur einseitig bedruckt.)
Die Karlsruher Wechselblätter  wurden von den Malern Gerold Bursian und Siegfried Schenkel und dem Schriftsteller Ulrich Zimmermann initiiert und herausgegeben. Wie die Fliegenden Blätter thematisierten sie zeitkritische Fragen und aktuelle Probleme auf oft satirische Art und Weise. Sie erschienen regelmäßig von 1983 bis 1986 und wurden im Kunst- und Buchhandel  vertrieben. Mitwirkende der Reihe waren neben den Herausgebern die Bildenden Künstler Reinhard Dassler,  Michael Rickelt  und Herbert Wetterauer  sowie die Schriftsteller Harald Hurst, Norbert Braun und Norbert Ney.

## Ausgabenbeispiel
- Norbert Ney (Text), Herbert Wetterauer (Grafik): Brunch Brutal oder die doppelte Lust am Vormittagsprogramm. Karlsruher Wechselblatt 7/86, Karlsruhe 1986.[1]